# Chor (città)
Chor (in russo Хор?) è un insediamento di tipo urbano della Russia, situato nel Territorio di Chabarovsk. Si trova nel distretto Rajon imeni Lazo.
La località si trova nella parte meridionale della regione sulla riva destra del fiume Chor, 12 km a sud-ovest del centro amministrativo del distretto Perejaslavka. Ha una stazione ferroviaria sulla linea Chabarovsk - Vladivostok.